# Mariposa County
Mariposa County är ett county i delstaten Kalifornien, USA. Administrativ huvudort (county seat) är Mariposa. Vid folkräkningen år 2010 bodde 18 251 personer i countyt. 
Del av Yosemite nationalpark ligger i coyntyt. 

## Geografi
Den har enligt United States Census Bureau en area på totalt 3 789,2 km² varav 31,1 km² är vatten. 

### Angränsande countyn
- Tuolumne County, Kalifornien - nord
- Merced County, Kalifornien - väst
- Madera County, Kalifornien - syd, öst
- Stanislaus County, Kalifornien - nordväst